# CLN5
CLN5‏ (CLN5, intracellular trafficking protein) هوَ بروتين يُشَفر بواسطة جين CLN5 في الإنسان.